# Ishibe-juku
Ishibe-juku (石部宿, Ishibe-juku) était la cinquante et unième des cinquante-trois stations qui jalonnent la route du Tōkaidō, l'axe de communication le plus important du Japon pendant l'ère Edo. Elle se situe aujourd'hui dans la ville de Kōnan, dans la préfecture de Shiga, au Japon.

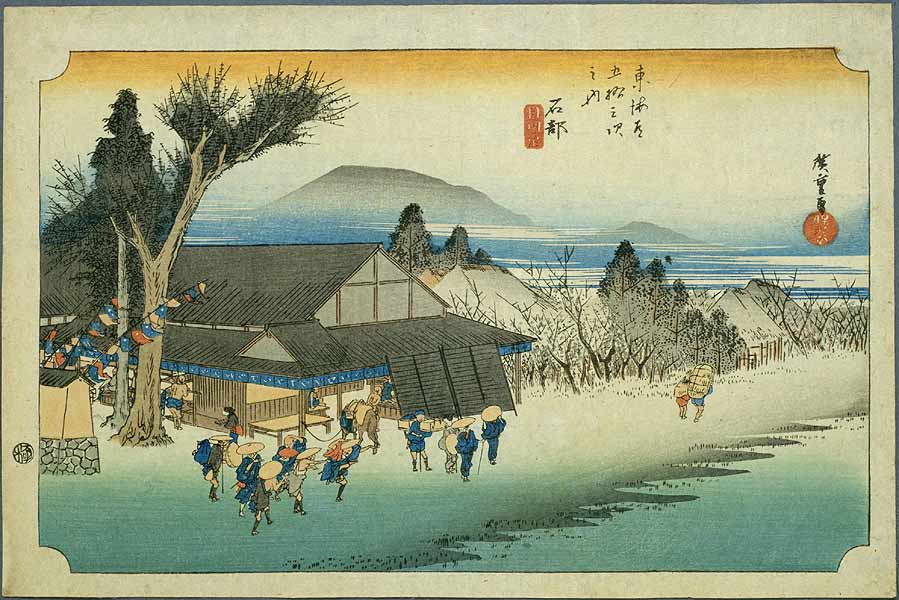
Ishibe-juku dans les années 1830, estampe de Hiroshige de la série des Cinquante-trois Stations du Tōkaidō.

Parce qu'il fallait environ une journée pour aller de Kyoto à Ishibe-juku, il existe au Japon un proverbe qui dit « Lever à Kyoto, coucher à Ishibe. »

## Histoire
Ishibe-juku a été initialement créée en 1571 lorsqu'Oda Nobunaga a créé la ville d'Ishibe (石部町, Ishibe-machi) en fusionnant les cinq villages proches. En 1597, Toyotomi Hideyoshi fit évoluer cette station de façon qu'elle puisse être utilisée pour envoyer des marchandises par des voyageurs se rendant à Zenkō-ji dans la province de Shinano. Lors de la naissance officielle du Tōkaidō en 1601, Ishibe-juku devint alors un relais d'étape officiel.
À l'intérieur de ce relais se trouvaient deux honjin (auberges pour les envoyés du gouvernement) ainsi que 32 autres auberges, parmi les 458 édifices répartis sur environ 1,6 km, comme il a été noté en 1863. En 1864, Tokugawa Iemochi, le 14e shogun du Japon, résida dans l'une des deux honjin, bien que sa visite ait été précédée en 1863 par celle de Tokugawa Yoshinobu, qui devait devenir plus tard le 15e shogun du Japon. Il ne reste plus grand-chose aujourd'hui des bâtiments originaux, mais il existe un musée des archives consacré à l'ancien relais.

## Stations voisines
En allant d'Edo, la capitale du shogun, vers Kyoto, la capitale de l'empereur, le voyageur passait d'abord par la station de Minakuchi-juku, pour continuer ensuite vers celle de Kusatsu-juku.
Tōkaidō
Minakuchi-juku – Ishibe-juku – Kusatsu-juku